# Ik kom bij je eten
Ik kom bij je eten was een Nederlands televisieprogramma dat uitgezonden werd door RTL 4. In de maanden juli en augustus 2009 werd het programma voor het eerst elke dag uitgezonden om 20.00 uur, tijdens de zomerstop van Goede tijden, slechte tijden. Het programma werd gepresenteerd door bekende RTL-gezichten. De tweede aflevering van het programma kwam te vervallen, vanwege het overlijden van Michael Jackson.
Ook in de zomers van 2010, 2011 en 2012 was het programma weer iedere werkdag te zien op RTL 4 als vervangprogramma voor Goede tijden, slechte tijden.
In Ik kom bij je eten gaan RTL-gezichten langs bij bekende en onbekende Nederlanders. Soms komen de presentatoren aangekondigd, maar soms komen ze spontaan langs om een hapje mee te eten. Er wordt een barbecue georganiseerd of er wordt gekookt. Onder het koken komen de kijkers steeds meer te weten over de gast.

## Presentatie
| Naam                   | Jaar | Jaar | Jaar | Jaar | Jaar |
| Naam                   | '09  | '10  | '11  | '12  |      |
| ---------------------- | ---- | ---- | ---- | ---- | ---- |
| Cynthia Abma           |      |      |      |      |      |
| Maik de Boer           |      |      |      |      |      |
| Froukje de Both        |      |      |      |      |      |
| Rick Brandsteder       |      |      |      |      |      |
| Patty Brard            |      |      |      |      |      |
| Koert-Jan de Bruijn    |      |      |      |      |      |
| Nicolette van Dam      |      |      |      |      |      |
| Mark van Eeuwen        |      |      |      |      |      |
| Natasja Froger         |      |      |      |      |      |
| Winston Gerschtanowitz |      |      |      |      |      |
| Angela Groothuizen     |      |      |      |      |      |
| Sander Janson          |      |      |      |      |      |
| Jan Kooijman           |      |      |      |      |      |
| Lieke van Lexmond      |      |      |      |      |      |
| Jamai Loman            |      |      |      |      |      |
| Bridget Maasland       |      |      |      |      |      |
| Ruben van der Meer     |      |      |      |      |      |
| Jessica Mendels        |      |      |      |      |      |
| Irene Moors            |      |      |      |      |      |
| Derek Ogilvie          |      |      |      |      |      |
| Patricia Paay          |      |      |      |      |      |
| Nikkie Plessen         |      |      |      |      |      |
| Sandra Schuurhof       |      |      |      |      |      |
| Vivian Slingerland     |      |      |      |      |      |
| Gijs Staverman         |      |      |      |      |      |
| Evelyn Struik          |      |      |      |      |      |
| Quinty Trustfull       |      |      |      |      |      |
| Peter van der Vorst    |      |      |      |      |      |
| John Williams          |      |      |      |      |      |
| Leco van Zadelhoff     |      |      |      |      |      |

## Trivia
- Harm-Jan Bloem was elke aflevering te zien als de barbecuespecialist (met uitzondering van één aflevering van seizoen 2).
- Koert-Jan de Bruijn heeft enkele afleveringen gepresenteerd[2] en werd bezocht door een collega. Quinty Trustfull ging eten bij Koert-Jan de Bruijn.
- Bridget Maasland maakte deel uit van het presentatorenteam van seizoen 2 en kreeg tevens zelf bezoek van collega Evelyn Struik.
- Leco van Zadelhoff kreeg in het tweede seizoen bezoek van Quinty Trustfull en ging zelf op eten bij schrijfster Lulu Wang
- Ex-Gouden Kooi deelnemer Huub van Ballegooy zat beide seizoenen in het redactieteam en stond ook op de aftiteling als itemregisseur. In het derde seizoen stond hij op de aftiteling als redactiecoördinator .
- Op de website van het programma stonden Renate Verbaan en Martijn Krabbe ook aangekondigd voor presentator van seizoen 1, en Tim Immers aangekondigd als presentator van seizoen 2. Zij zijn echter niet te zien geweest.